# Мала Снітинка
Мала́ Снітинка — село в Україні, у Фастівському районі Київської області. Населення становить 967 осіб. Розташоване за 5 км від Фастова біля річки Унава на автодорозі Фастів — Київ (через Кощіївку).

## Географія
Селом протікає річка Шахрайка, що впадає в Унаву.

## Назва села
Назва села тісно пов'язана з назвою села Велика Снітинка. Вона, найвірогідніше, утворена від назви великоснітинської місцевої річки Снітки. Хоча на Фастівщині є багато легенд і про сподвижника Семена Палія козака Снятенка. Але так як є відомості про існування великоснітинської Снятинки у 1594 році, то назву селу, мабуть, дала таки р. Снітка. Її ж назва походить від назви риби, бо на Русі у давньоруській мові рибу часто називали СНЄДЬ, СНЯТЬ. Річка Снітка нині разом з іншими струмками сполучена з річкою Унавою. Раніше це була більш повноводна річка, тому Мала Снітинка за козацьких і царських часів була далеко не бідним селом.

## Історія
Згідно Андрусівського перемир'я 1667 р. Снітинка і Велика і Мала залишились у складі  Польщі, однак у 1690 році під час повстання Палія села захопили козаки. А з 1704 були підпорядковані гетьману Мазепі та Орлику до 1712. У 1712 повернуті Польщі до 1793, коли відбувся другий поділ Речі Посполитої. За часів царської Росії багато мешканців села і сусідньої Малої Офірни Фастівської ходили до церкви с. Снігурівка.
У 1920—1922 роках багато мешканців села брали участь у повстанських гайдамацьких загонах дорогинського отамана Гайового і мотовилівському петлюрівському повстанському комітеті, через що були репресовані новою більшовицькою владою. У ті часи у селі знаходилася місцева просвітницька хата-читальня. Нелегко проходив у селі і процес суцільної колективізації 1929—1930 років, коли виник місцевий колгосп ім. Молотова. Немало постраждало село і у голодоморні 1932—1933 рр. та часи масових сталінських репресій 1930-х років.
21-22 липня 1941 року у село прийшли німці і члени висланих з Галичини похідних груп ОУН. За участі ОУНівських представників у Малій Снітинці було обрану сільську управу на чолі з старостою Володимиром Дармостуком, а під час війни у селі була низова ланка Фастівської ОУН. Сільуправа діяла у селі до 6 листопада 1943 року — часу відвоювання села від німців. У Малій Снітинці відразу було відновлено колишній колгосп ім. Молотова, а у М. Офірні — колгосп ім. 22 Січня.
У 1951 році малоснітинський колгосп було об'єднано з великоофірнянським колгоспом в укрупнений, а згодом до нього долучили і колишній малоофірнянський колгосп. Цей укрупнений колгосп пізніше став радгоспом «Фастівським», а у часи незалежності України — КСП «Фастівське».
У 1993 році в селі виник осередок Товариства «Просвіта» і довгий час у Малій Снітинці існував єдиний в районі Народний дім «Просвіта» на зразок колишніх просвітницьких хат-читалень.

## Населення

### Мова
Розподіл населення за рідною мовою за даними перепису 2001 року:
| Мова       | Кількість | Відсоток |
| ---------- | --------- | -------- |
| українська | 906       | 93.69%   |
| російська  | 57        | 5.89%    |
| білоруська | 4         | 0.42%    |
| Усього     | 967       | 100%     |

## Постаті
- Гега Руслан Юрійович (1984—2016) — солдат Збройних сил України, учасник російсько-української війни.
- Руденко Марко Тимофійович (1889—1919) — учасник першої світової війни, кавалертст. У 1918/19 належав до загону Гайового. Загинув у бою з білогвардійцями.

## Галерея

Сільрада
Школа
Сільський магазин
Декоративний віз
Річка Унава
Унава